# Pancorius taiwanensis
Pancorius taiwanensis is een spinnensoort in de taxonomische indeling van de springspinnen (Salticidae).
Het dier behoort tot het geslacht Pancorius. De wetenschappelijke naam van de soort werd voor het eerst geldig gepubliceerd in 2002 door Bao & Peng.